# Sävesjön
Sävesjön är en sjö i Vetlanda kommun i Småland och ingår i Emåns huvudavrinningsområde. Sjön har en area på 0,212 kvadratkilometer och ligger 172,3 meter över havet. Sjön avvattnas av vattendraget Sjömilleån. Vid provfiske har abborre, gädda, mört och sarv fångats i sjön.

## Delavrinningsområde
Sävesjön ingår i det delavrinningsområde (635051-147974) som SMHI kallar för Mynnar i Lilla Granesjön. Medelhöjden är 209 meter över havet och ytan är 17,56 kvadratkilometer. Det finns inga delavrinningsområden uppströms utan avrinningsområdet är högsta punkten. Sjömilleån som avvattnar avrinningsområdet har biflödesordning 3, vilket innebär att vattnet flödar genom totalt 3 vattendrag innan det når havet efter 131 kilometer. Delavrinningsområdet består mestadels av skog (69 %) och jordbruk (14 %). Avrinningsområdet har 1,11 kvadratkilometer vattenytor vilket ger det en sjöprocent på 6,3 %.